# Gerhard-Beier-Preis
Der Gerhard-Beier-Preis war ein von der seit 2018 aufgelösten Literaturgesellschaft Hessen e. V. (LIT) vergebener Literaturpreis, der vermutlich seit 2002 bis einschließlich 2010 alle zwei Jahre das Andenken an den Historiker Gerhard Beier (1937–2000) wachhalten sollte und „die Förderung der Literatur in Hessen und die Unterstützung in Hessen lebender Autorinnen, Autoren, literarischer Übersetzerinnen und Übersetzer“ bezweckte. Der Preis war mit 1.500 Euro dotiert. Neben den Preisträgern bzw. Preisträgerinnen wurden auch „lobende Erwähnungen“ für weitere Autoren ausgesprochen, die nicht dotiert waren. Nach einer längeren Unterbrechung wurde der Gerhard-Beier-Preis 2014 und 2016 noch einmal verliehen, seitdem jedoch – soweit bekannt – nicht mehr.

## Preisträger (soweit verifizierbar)
- 2002: N. N.
- 2004: N. N.
- 2006: Maike Wetzel[3]
- 2008: Rainer Wieczorek[4]
- 2010: Gabriele Beyerlein[5], Elke Achtner-Theiß (2. Platz), Pete Smith (3. Platz)
- 2014: Horst Samson[2]
- 2016: Verena Boos[6]